# Talu
Le talu est une langue tibéto-birmane parlée dans le Yunnan en Chine.

## Localisation géographique
Le talu est parlé dans le xian de Yongsheng ainsi que dans celui de Huaping, tous deux rattachés à la ville-préfecture de Lijiang.

## Classification interne
Le talu fait partie des langues lolo à l'intérieur du groupe des langues lolo-birmanes.

## Sources
- (zh) Zhou Decai, 2002, A Brief Introduction of Talu Speech, Minzu Yuwen 2002:2, p. 70-80.